# Bustilloxia saturata
Bustilloxia saturata é uma espécie de insetos lepidópteros, mais especificamente de traças, pertencente à família Geometridae.
A autoridade científica da espécie é A. Bang-Haas, tendo sido descrita no ano de 1906.
Trata-se de uma espécie presente no território português.